# NGC 5813
NGC 5813 é uma galáxia elíptica (E1) localizada na direcção da constelação de Virgo. Possui uma declinação de +01° 42' 07" e uma ascensão recta de 15 horas, 01 minutos e 11,1 segundos.
A galáxia NGC 5813 foi descoberta em 24 de Fevereiro de 1786 por William Herschel.